# Graitzas Paleólogo
Constantino Graitzas Paleólogo (en griego: Κωνσταντίνος Γραίτζας Παλαιολόγος) fue el comandante de la guarnición bizantina del castillo de Salmenico cerca de Patras durante la invasión del Despotado de Morea por las fuerzas de Mehmed II del Imperio otomano en 1460.
Graitzas descendía de una oscura rama de la familia Paleólogo, pero mostró mucho más valor que sus parientes lejanos, los hermanos y co-gobernantes Tomás Paleólogo y Demetrio Paleólogo. Mientras que el primero huía a Modón, Corfú, y, finalmente a Roma y el último se rendía abiertamente al sultán, Graitzas mantuvo su posición, manteniendo su reducto hasta julio de 1461, mucho después de la rendición de sus gobernantes. Mehmed II supervisó personalmente el ataque. La élite de jenízaros logró someter a la ciudad cortando su suministro de agua.} Sus residentes restantes (aproximadamente seis mil) fueron vendidos como esclavos, con novecientos niños escogidos para el Devşirme. Graitzas y su guarnición continuaron manteniéndose en la ciudadela del castillo. En este punto, Gratizas acordó entregar el castillo a Mehmed a cambio de un salvoconducto e inmunidad para sus tropas. Después de partida de Mehmed sin embargo, dos subordinados sucesivos ignoraron la promesa, arrestando a los primeros soldados que abandonaban la ciudadela y luego renovaron el asedio. En julio de 1461, con Salmenico aislado y rodeado y, con la última guarnición del Imperio bizantino, sin esperanza de ayuda, Graitzas, dirigió una salida de la guarnición restante, escapando a los sitiadores y se refugió en la fortaleza veneciana de Lepanto (actual Naupacto).
Con la caída del Imperio bizantino, Graitzas aceptó una comisión como general en las fuerzas armadas de la República de Venecia.